# Djurgårdens IF Fotboll 1976
Djurgårdens IF Fotboll, spelade i allsvenskan 1976. DIF slutade på en 11:e plats i serien.
Publiksnittet på hemmamatcherna denna säsong var 6992. 
Interna skytteliga vinnare med 5 gjorda mål: Tommy Berggren, Kjell Karlsson och Håkan Stenbäck.